# Естадио Мунисипал Хосе Сория
Естадио Мунисипал Хосе Сория (на испански: Estadio Municipal José Zorrilla) е футболен стадион във Валядолид, Испания. Това е клубния стадион на Реал Валядолид, на него играе част от срещите си и испанския национален отбор. Разполага с 26 512 седящи места и носи името на родения във Валядолид виден испански поет Хосе Сория Морал. Построен е за Световното първенство по футбол през 1982 г. на мястото на стария „Естадио Хосе Сория“, затова често го наричат „Нов“, (на испански: Nuevo). Съоръжението е общинска собственост.
Стадиона е един от домакините на Световното първенство по футбол през 1982 г.
През същата година приема домакинството и на финалната среща от турнира за Купата на Краля.
На него през 1986 г. се играе реваншът от финалната среща на европейско първенство за младежи до 21 г. Испания – Италия 2:1, (3:0 след изпълнение на дузпи, в първия мач 1:2)
Домакин на три срещи от Група 4 на Световното първенство по футбол през 1982 г.
- 17 юни 1982  Чехословакия –  Кувейт 1:1
- 21 юни 1982  Франция –  Кувейт 4:1
- 24 юни 1982  Франция –  Чехословакия 1:1

Купата на Краля
- 1982 Реал Мадрид – Спортинг Хихон 2:1

Европейско първенство за младежи до 21 г. Финал, мач реванш
- 1986  Испания –  Италия 2:1, (3:0 след изпълнение на дузпи, в първия мач 1:2)